# Johnny Hallyday

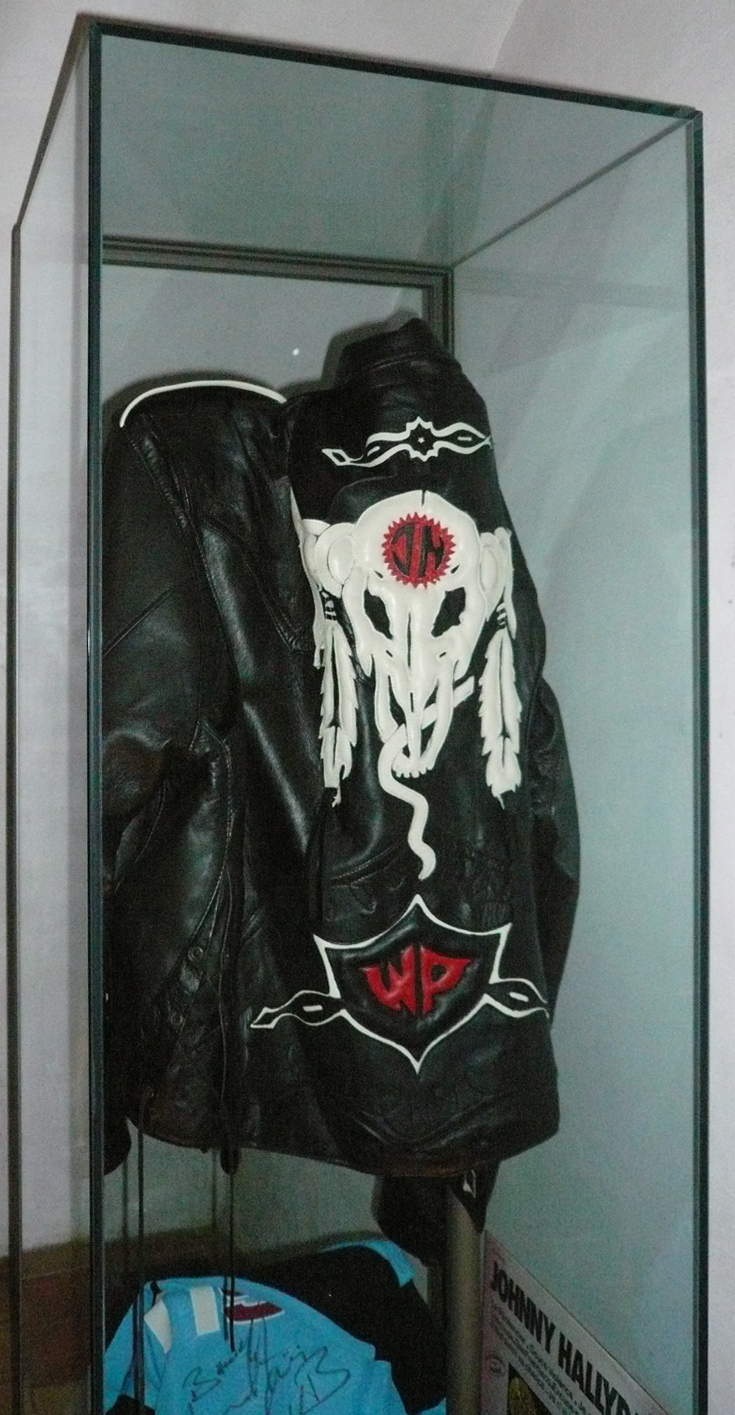
Kožená bunda Johnnyho Hallydaye

Johnny Hallyday (15. června 1943 Paříž – 6. prosince 2017 Marnes-la-Coquette), pravým jménem Jean-Philippe Smet, byl francouzský zpěvák a herec. Od počátku své kariéry se věnoval rokenrolu a popu ve frankofonním světě, občas je mu přezdíváno „francouzský Elvis Presley“. Bylo mu uděleno 39 zlatých a 17 platinových desek.
Od roku 1997 byl rytířem Čestné legie.
6. prosince roku 2017 podlehl rakovině plic.

## Diskografie

### Řadová alba
- Hello Johnny (1960, Vogue)
- Nous les Gars, Nous les Filles (1961, Vogue)
- Tête a Tête avec Johnny (1961, Vogue)
- Salut les Copains! (1961, Philips)
- Johnny Hallyday sings America's Rockin' Hits (1962, Philips)
- Les Bras en Croix (1963, Philips)
- Les Rocks les Plus Terribles (1964, Philips)
- Halleluyah (1965, Philips)
- Johnny Chante Hallyday (1965, Philips)
- La Génération Perdue (1966, Philips)
- Johnny 67 (1967, Philips)
- Jeune Homme (1968, Philips)
- Rêve et Amour (1968, Philips)
- Rivière... Ouvre ton Lit (1969, Philips)
- Vie (1970, Philips)
- Flagrant Délit (1971, Philips)
- Country-Folk-Rock (1972, Philips)
- Insolitudes (1973, Philips)
- Je t'Aime, Je t'Aime, Je t'Aime (1974, Philips)
- Rock'n Slow (1974, Philips)
- Rock a Memphis (1975, Philips)
- La Terre Promise (1975, Philips)
- Derrière l'Amour (1976, Philips)
- Hamlet (1976, Philips)
- C'est la Vie (1977, Philips)
- Solitudes a Deux (1978, Philips)
- Hollywood (1979, Philips)
- À Partir de Maintenant... (1980, Philips)
- En Pièces Détachées (1981, Philips)
- Pas Facile (1981, Philips)
- Quelque Part un Aigle (1982, Philips)
- La Peur (1982, Philips)
- Entre Violence et Violon (1983, Philips)
- Hallyday 84: Nashville en Direct (1984, Philips)
- En V.O. (1984, Philips)
- Rock'n'Roll Attitude (1985, Philips)
- Gang (1986, Philips)
- Cadillac (1989, Philips)
- Ça ne change pas un homme (1991, Philips)
- Rough Town (1994, Philips)
- Lorada (1995, Philips)
- Ce que je sais (1998, Philips)
- Sang pour sang (1999, Philips)
- À la vie, à la mort ! (2002, Mercury)
- Ma Vérité (2005, Mercury)
- Le Cœur d'un homme (2007, Warner Music France)
- Ça ne finira jamais (2008, Warner Music France)

### Živá alba
- Johnny et Ses Fans au Festival de Rock'n'Roll (1961, Vogue)
- À l'Olympia (1962, Philips)
- Olympia 64 (1964, Philips)
- Olympia 67 (1967, Philips)
- Au Palais des Sports (1967, Philips)
- Que Je t'Aime (1969, Philips)
- Live at the Palais des Sports (1971, Philips)
- Palais des Sports (1976, Philips)
- Pavillon de Paris (1979, Philips)
- Live (1981, Universal Music)
- Palais des Sports 1982 (1982, Universal Music)
- Au Zénith (1984, Universal Music)
- À Bercy (1987, Universal Music)
- Dans la Chaleur de Bercy (1990, Universal Music)
- Bercy 92 (1992, Universal Music)
- Parc des Princes (1993, Universal Music)
- À La Cigale (1994, Universal Music)
- Lorada Tour (1995, Universal Music)
- Destination Vegas (1996, Universal Music)
- Johnny Allume le Feu: Stade de France 98 (1998, Universal Music)
- 100% Johnny: Live a La Tour Eiffel (2000, Universal Music)
- Olympia 2000 (2000, Universal Music)
- Parc des Princes 2003 (2003, Universal Music)
- Flashback Tour Live (2006, Warner Music)
- La Cigale (2007, Warner Music)
- Tour 66: Stade de France 2009 (2009, Warner Music)

## Filmy
- L'aventure c'est l'aventure (1974), hrál sám sebe
- Détective (1985) (Jean-Luc Godard)
- Why Not Me? (1999) jako José
- Love Me (2000) jako Lennox
- L'homme du train (2002) jako Milan
- Crime Spree (2003) jako Marcel Burot
- Crimson Rivers II: Angels of the Apocalypse (2004) jako L'ermite borgne
- Quartier V.I.P. (2005) jako Alex
- Jean-Philippe (2006) jako Jean-Philippe
- Vengeance (2009) as François Costello
- Růžový panter 2 (2009) as Laurence Millikin